# Newlyn School

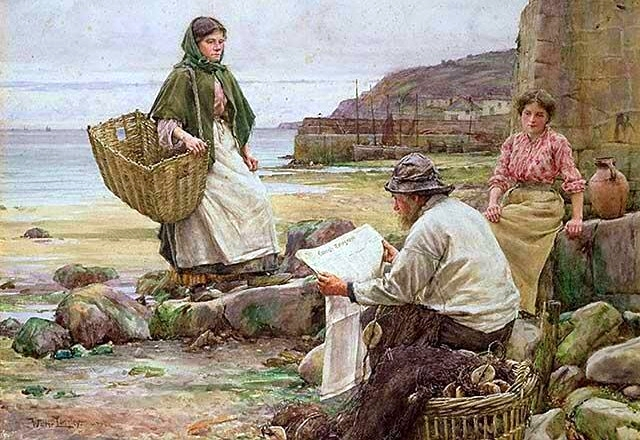
Newlyn: Catching Up With The Cornish Telegraph van Walter Langley

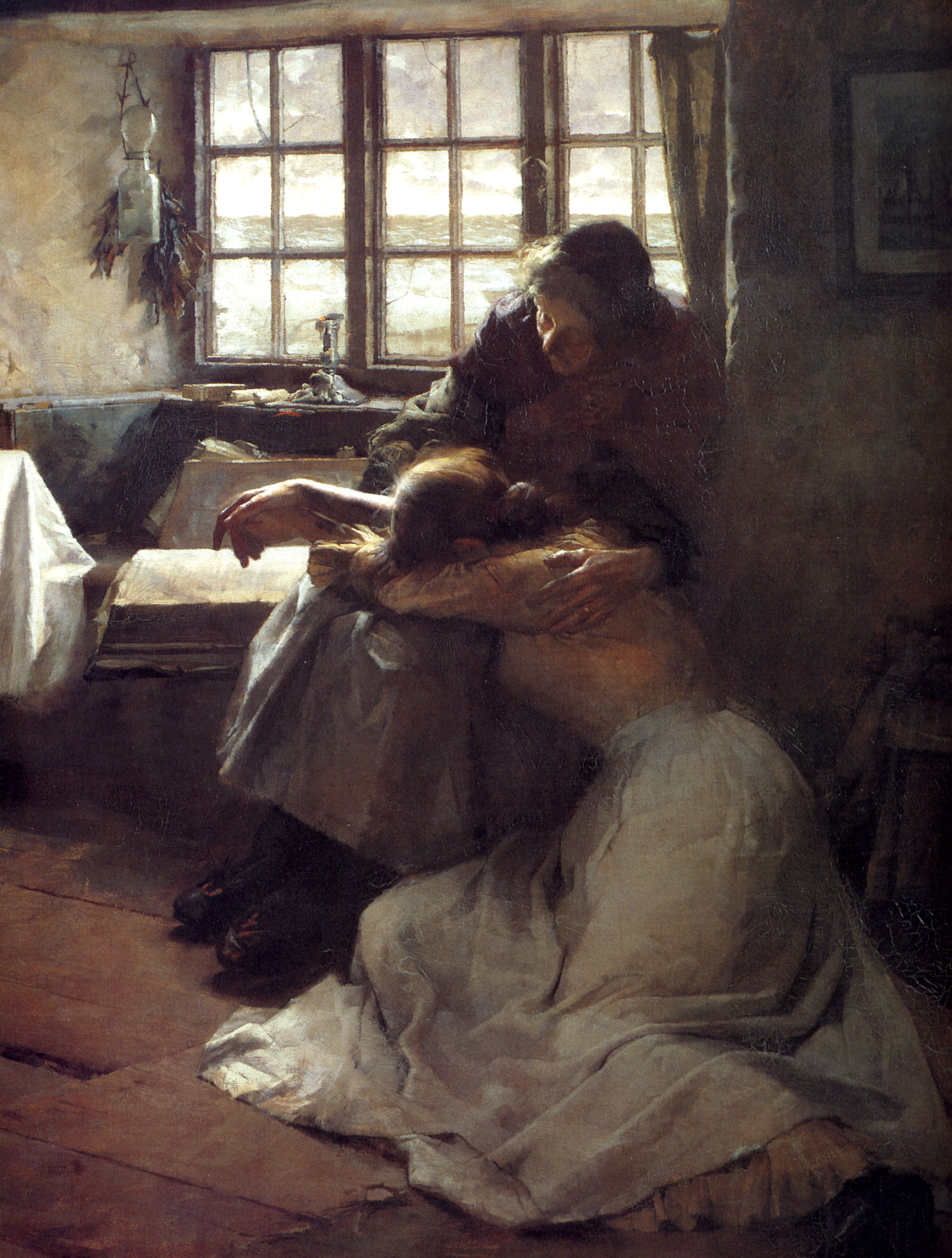
A Hopeless Dawn van Frank Bramley

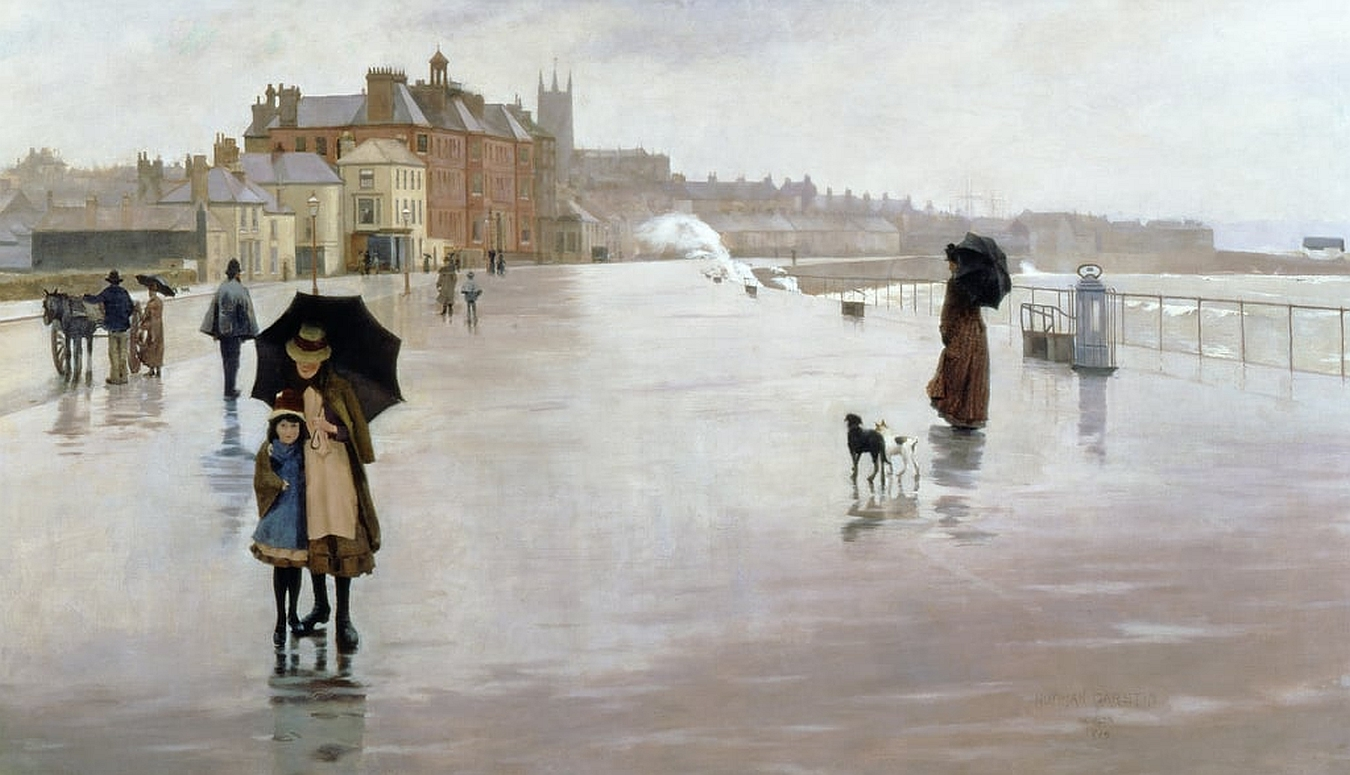
It Raineth Every Day van Norman Garstin

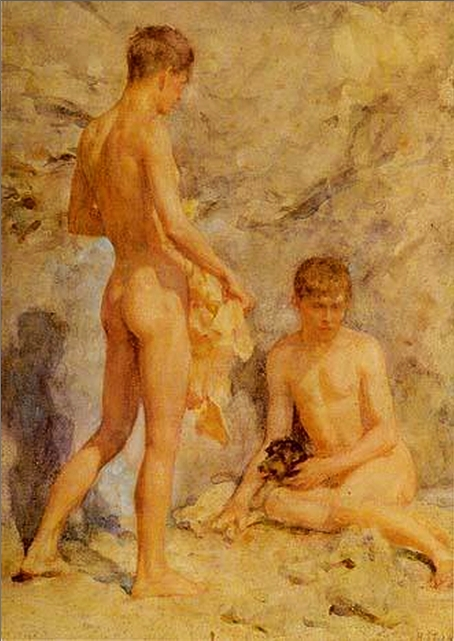
Two boys and a dog van Henry Scott Tuke

In het vissersdorp Newlyn, in het Engelse Cornwall, vlak bij Penzance, bestond van omstreeks 1880 tot in het begin van de twintigste eeuw een artiestenkolonie, de Newlyn School genoemd. Het dorp was aantrekkelijk voor schilders: mooi licht, goedkoop leven en betaalbare modellen. Vaak was het strand, de haven van Penzance, de zee of het harde leven van de vissers onderwerp van hun schilderijen.  
In 1899 stichtte het schildersechtpaar Stanhope en Elizabeth Forbes de Newlyn School of Painting, met bijzondere aandacht voor het figuurschilderen. 
Tot de Newlyn School behoorden: 
- Samuel John Lamorna Birch
- Frank Bramley
- Elizabeth Forbes
- Stanhope Forbes
- Norman Garstin
- Thomas Cooper Gotch
- Harold Harvey
- Ayerst Ingram
- Harold Knight
- Laura Knight
- Walter Langley
- Dod Proctor
- Albert Chevallier Tayler
- Henry Scott Tuke
- Annie Walke